# Alexis Ramírez (beisbolista)
No confundir con Alexei Ramírez.
Alexis Ramírez (12 de diciembre de 1951; Ciudad Bolívar, Bolívar, Venezuela) es un exbeisbolista venezolano. Como jugador de desempeñó en el infield.
Como jugador, Ramírez solo vistió la camiseta de los Navegantes del Magallanes desde la campaña 1971-72 hasta la 1981-82. Con La Nave, Ramírez consiguió los campeonatos de 1976-77 y 1978-79 de la Liga Venezolana de Béisbol Profesional.